# Населення Острова Мен
Населення Острова Мен. Чисельність населення країни 2015 року становила 87,5 тис. осіб (200-те місце у світі). Чисельність менців стабільно збільшується, народжуваність 2015 року становила 11,1 ‰ (177-ме місце у світі), смертність — 10,06 ‰ (44-те місце у світі), природний приріст — 0,76 % (145-те місце у світі) . 

## Природний рух

### Відтворення
Народжуваність на Острові Мен, станом на 2015 рік, дорівнює 11,1 ‰ (177-ме місце у світі). Коефіцієнт потенційної народжуваності 2015 року становив 1,94 дитини на одну жінку (131-ше місце у світі).
Смертність на Острові Мен 2015 року становила 10,06 ‰ (44-те місце у світі).
Природний приріст населення в країні 2015 року становив 0,76 % (145-те місце у світі).
Динаміка руху населення коронного володіння Острів Мен
| Рік  | Чисельність населення | Народжень | Смертей | Природний приріст | Народжуваність (‰) | Смертність (‰) | Природний приріст (‰) |
| ---- | --------------------- | --------- | ------- | ----------------- | ------------------ | -------------- | --------------------- |
| 1934 | 51 000                | 664       | 768     | - 104             | 13,0               | 15,1           | -2,0                  |
| 1935 | 51 000                | 666       | 772     | - 106             | 13,1               | 15,1           | -2,1                  |
| 1936 | 51 000                | 668       | 807     | - 139             | 13,1               | 15,8           | -2,7                  |
| 1937 | 51 000                | 644       | 821     | - 177             | 12,6               | 16,1           | -3,5                  |
| 1942 | 53 000                | 883       | 820     | 63                | 16,7               | 15,5           | 1,2                   |
| 1948 | 54 000                | 821       | 801     | 20                | 15,2               | 14,8           | 0,4                   |
| 1949 | 54 000                | 840       | 790     | 50                | 15,6               | 14,6           | 0,9                   |
| 1950 | 55 000                | 849       | 762     | 87                | 15,4               | 13,9           | 1,6                   |
| 1951 | 55 000                | 837       | 867     | - 30              | 15,2               | 15,8           | -0,5                  |
| 1952 | 54 000                | 806       | 803     | 3                 | 14,9               | 14,9           | 0,1                   |
| 1953 | 54 000                | 719       | 764     | - 45              | 13,3               | 14,1           | -0,8                  |
| 1954 | 53 000                | 625       | 829     | - 204             | 11,8               | 15,6           | -3,8                  |
| 1955 | 52 000                | 615       | 772     | - 157             | 11,8               | 14,8           | -3,0                  |
| 1956 | 51 000                | 632       | 836     | - 204             | 12,4               | 16,4           | -4,0                  |
| 1957 | 51 000                | 632       | 748     | - 116             | 12,4               | 14,7           | -2,3                  |
| 1958 | 50 000                | 662       | 735     | - 73              | 13,2               | 14,7           | -1,5                  |
| 1959 | 49 000                | 641       | 760     | - 119             | 13,1               | 15,5           | -2,4                  |
| 1960 | 48 000                | 683       | 808     | - 125             | 14,2               | 16,8           | -2,6                  |
| 1961 | 47 200                | 663       | 859     | - 196             | 13,8               | 17,9           | -4,1                  |
| 1962 | 47 600                | 675       | 795     | - 120             | 14,1               | 16,6           | -2,5                  |
| 1963 | 48 000                | 708       | 848     | - 140             | 14,8               | 17,7           | -2,9                  |
| 1964 | 48 500                | 687       | 768     | - 81              | 14,3               | 16,0           | -1,7                  |
| 1965 | 48 900                | 712       | 844     | - 132             | 14,5               | 17,2           | -2,7                  |
| 1966 | 49 300                | 642       | 842     | - 200             | 12,8               | 16,8           | -4,0                  |
| 1967 | 50 100                | 702       | 867     | - 165             | 13,7               | 16,9           | -3,2                  |
| 1968 | 50 900                | 686       | 868     | - 182             | 13,2               | 16,7           | -3,5                  |
| 1969 | 51 700                | 760       | 905     | - 145             | 14,4               | 17,1           | -2,7                  |
| 1970 | 52 400                | 840       | 909     | - 69              | 15,6               | 16,8           | -1,3                  |
| 1971 | 53 200                | 804       | 924     | - 120             | 14,7               | 16,9           | -2,2                  |
| 1972 | 54 700                | 843       | 1 056   | - 213             | 15,1               | 18,9           | -3,8                  |
| 1973 | 56 100                | 807       | 921     | - 114             | 14,0               | 16,0           | -2,0                  |
| 1974 | 57 600                | 748       | 1 079   | - 331             | 12,7               | 18,3           | -5,6                  |
| 1975 | 59 000                | 692       | 992     | - 300             | 11,5               | 16,5           | -5,0                  |
| 1976 | 60 500                | 721       | 977     | - 256             | 11,7               | 15,8           | -4,1                  |
| 1977 | 61 300                | 672       | 1 007   | - 335             | 10,8               | 16,2           | -5,4                  |
| 1978 | 62 200                | 694       | 1 038   | - 344             | 11,1               | 16,6           | -5,5                  |
| 1979 | 63 000                | 758       | 972     | - 214             | 12,0               | 15,4           | -3,4                  |
| 1980 | 63 800                | 741       | 1 015   | - 274             | 11,7               | 16,0           | -4,3                  |
| 1981 | 64 700                | 752       | 979     | - 227             | 11,8               | 15,4           | -3,6                  |
| 1982 | 64 600                | 724       | 983     | - 259             | 11,4               | 15,4           | -4,1                  |
| 1983 | 64 500                | 680       | 943     | - 263             | 10,7               | 14,8           | -4,1                  |
| 1984 | 64 400                | 666       | 974     | - 308             | 10,4               | 15,3           | -4,8                  |
| 1985 | 64 400                | 703       | 1 045   | - 342             | 11,2               | 16,6           | -5,4                  |
| 1986 | 64 300                | 709       | 952     | - 243             | 11,2               | 15,1           | -3,8                  |
| 1987 | 65 400                | 729       | 925     | - 196             | 11,4               | 14,5           | -3,1                  |
| 1988 | 66 500                | 781       | 991     | - 210             | 11,7               | 14,9           | -3,1                  |
| 1989 | 67 600                | 817       | 988     | - 171             | 12,1               | 14,6           | -2,5                  |
| 1990 | 68 700                | 888       | 946     | - 58              | 12,3               | 13,7           | -1,4                  |
| 1991 | 69 800                | 892       | 982     | - 90              | 12,8               | 14,1           | -1,3                  |
| 1992 | 70 200                | 858       | 917     | - 59              | 12,2               | 13,1           | -0,8                  |
| 1993 | 70 600                | 853       | 1 011   | - 158             | 12,1               | 14,3           | -2,2                  |
| 1994 | 70 900                | 883       | 902     | - 19              | 12,4               | 12,7           | -0,3                  |
| 1995 | 71 300                | 847       | 976     | - 129             | 11,9               | 13,7           | -1,8                  |
| 1996 | 71 700                | 835       | 945     | - 110             | 11,6               | 13,2           | -1,5                  |
| 1997 | 72 600                | 870       | 950     | - 80              | 12,0               | 13,1           | -1,1                  |
| 1998 | 73 600                | 936       | 893     | 43                | 12,7               | 12,1           | 0,6                   |
| 1999 | 74 500                | 894       | 983     | - 89              | 12,0               | 13,2           | -1,2                  |
| 2000 | 75 400                | 831       | 897     | - 66              | 11,0               | 11,9           | -0,9                  |
| 2001 | 76 400                | 863       | 955     | - 92              | 11,3               | 12,5           | -1,2                  |
| 2002 | 77 100                | 903       | 877     | 26                | 11,7               | 11,4           | 0,3                   |
| 2003 | 77 900                | 860       | 852     | 8                 | 11,0               | 10,9           | 0,1                   |
| 2004 | 78 600                | 862       | 798     | 64                | 11,0               | 10,2           | 0,8                   |
| 2005 | 79 400                | 901       | 775     | 126               | 11,4               | 9,8            | 1,6                   |
| 2006 | 80 100                | 905       | 768     | 137               | 11,3               | 9,6            | 1,7                   |
| 2007 | 80 800                | 919       | 789     | 130               | 11,4               | 9,8            | 1,6                   |
| 2008 | 81 600                | 979       | 843     | 136               | 12,0               | 10,3           | 1,7                   |
| 2009 | 82 300                | 1 015     | 816     | 199               | 12,3               | 9,9            | 2,4                   |

### Вікова структура

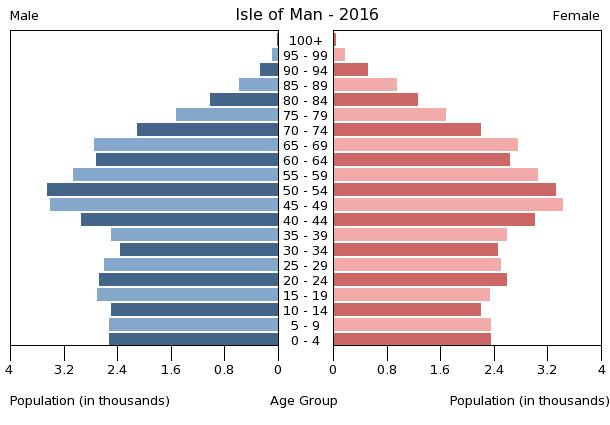
Віково-статева піраміда населення Острова Мен, 2016 рік

Середній вік населення Острова Мен становить 43,9 року (10-те місце у світі): для чоловіків — 43,2, для жінок — 44,7 року. Очікувана середня тривалість життя 2015 року становила 81,09 року (27-ме місце у світі), для чоловіків — 79,41 року, для жінок — 82,9 року.
Вікова структура населення Острова Мен, станом на 2015 рік, має такий вигляд:
- діти віком до 14 років — 16,3 % (7 488 чоловіків, 6 778 жінок);
- молодь віком 15—24 роки — 11,81 % (5 380 чоловіків, 4 956 жінок);
- дорослі віком 25—54 роки — 39,27 % (17 153 чоловіка, 17 223 жінки);
- особи передпохилого віку (55—64 роки) — 12,83 % (5 668 чоловіків, 5 560 жінок);
- особи похилого віку (65 років і старіші) — 19,81 % (8 077 чоловіків, 9 261 жінки)[1].

## Розселення
Густота населення країни 2015 року становила 154 особи/км² (78-ме місце у світі). Більшість населення острова концентрується в містах південного сходу, найбільшим з яких є Дуглас.

### Урбанізація
Острів Мен високоурбанізована країна. Рівень урбанізованості становить 52,1 % населення країни (станом на 2014 рік), темпи зростання частки міського населення — 0,8 % (оцінка тренду за 2010—2015 роки).
Головні міста країни: Дуглас (столиця) — 29,0 тис. осіб (дані за 2014 рік).

### Міграції
Річний рівень імміграції 2015 року становив 6,56 ‰ (19-те місце у світі). Цей показник не враховує різниці між законними і незаконними мігрантами, між біженцями, трудовими мігрантами та іншими.

## Расово-етнічний склад
| Етнічний склад (2010 рік) | Етнічний склад (2010 рік) | Етнічний склад (2010 рік) | Етнічний склад (2010 рік) | Етнічний склад (2010 рік) |
| ------------------------- | ------------------------- | ------------------------- | ------------------------- | ------------------------- |
| Етнос:                    |                           |                           | Відсоток:                 |                           |
| білі                      | білі                      |                           | 96.5%                     | 96.5%                     |
| азіати                    | азіати                    |                           | 1.9%                      | 1.9%                      |
| інші                      | інші                      |                           | 1.5%                      | 1.5%                      |

Головні етноси країни: менці (народність скандинавсько-кельтського походження), британці. Расова картина має такий вигляд: білі — 96,5 %, британці-азіати — 1,9 %, інші — 1,5 % населення (оціночні дані за 2011 рік).

## Мови
| Мови Острова Мен (2015 рік) | Мови Острова Мен (2015 рік) | Мови Острова Мен (2015 рік) | Мови Острова Мен (2015 рік) | Мови Острова Мен (2015 рік) |
| --------------------------- | --------------------------- | --------------------------- | --------------------------- | --------------------------- |
| Мова:                       |                             |                             | Відсоток:                   |                             |
| англійська                  | англійська                  |                             | %                           | %                           |
| менська                     | менська                     |                             | 2%                          | 2%                          |

Офіційні мови: англійська, менська (гельська) — володіє 2 % населення острова.

## Релігії
| Релігії на Острові Мен (2009 рік) | Релігії на Острові Мен (2009 рік) | Релігії на Острові Мен (2009 рік) | Релігії на Острові Мен (2009 рік) | Релігії на Острові Мен (2009 рік) |
| --------------------------------- | --------------------------------- | --------------------------------- | --------------------------------- | --------------------------------- |
| Віросповідання:                   |                                   |                                   | Відсоток:                         |                                   |
| християни                         | християни                         |                                   | 100%                              | 100%                              |

Головні релігії й вірування, які сповідує, і конфесії та церковні організації, до яких відносить себе населення країни: протестантизм (англіканство, методизм, баптизм, пресвітеріанство, квакерство), римо-католицтво.

## Освіта
Рівень письменності 2015 року становив 99 % дорослого населення (віком від 15 років): 99 % — серед чоловіків, 99 % — серед жінок.

## Охорона здоров'я
Смертність немовлят до 1 року, станом на 2015 рік, становила 4,11 ‰ (190-те місце у світі); хлопчиків — 4,08 ‰, дівчаток — 4,15 ‰.

### Захворювання
Кількість хворих на СНІД невідома, дані про відсоток інфікованого населення в репродуктивному віці 15—49 років відсутні. Дані про кількість смертей від цієї хвороби за 2014 рік відсутні.

## Соціально-економічне становище
Дані про відсоток населення країни, що перебуває за межею бідності, відсутні. Дані про розподіл доходів домогосподарств у країні відсутні.
Станом на 2016 рік, увесь острів був електрифікований, усе населення країни мало доступ до електромереж.

### Трудові ресурси
Загальні трудові ресурси 2006 року становили 41,79 тис. осіб (195-те місце у світі). Зайнятість економічно активного населення у господарстві країни розподіляється таким чином: аграрне, лісове і рибне господарства — 2 %; промисловість — 5 %; будівництво — 8 %; комунальні підприємства — 1 %; транспорт і зв'язок — 9 %; торгівля — 11 %; професійні послуги — 20 %; адміністрація — 7 %; фінанси — 23 %; туризм — 1 %; інша сфера послуг — 14 % (станом на 2006 рік). Безробіття 2011 року дорівнювало 2 % працездатного населення, 2010 року — 1,8 % (13-те місце у світі); серед молоді у віці 15-24 років ця частка становила 10,1 %, серед юнаків — 11,8 %, серед дівчат — 8,2 % (118-те місце у світі).

## Гендерний стан
Статеве співвідношення (оцінка 2015 року):
- при народженні — 1,08 особи чоловічої статі на 1 особу жіночої;
- у віці до 14 років — 1,11 особи чоловічої статі на 1 особу жіночої;
- у віці 15-24 років — 1,09 особи чоловічої статі на 1 особу жіночої;
- у віці 25-54 років — 1 особи чоловічої статі на 1 особу жіночої;
- у віці 55-64 років — 1,02 особи чоловічої статі на 1 особу жіночої;
- у віці старше за 64 роки — 0,87 особи чоловічої статі на 1 особу жіночої;
- загалом — 1 особи чоловічої статі на 1 особу жіночої[1].

## Демографічні дослідження
Демографічні дослідження в країні ведуться рядом державних і наукових установ Великої Британії.

### Українською
- Атлас. 10-11 клас. Економічна і соціальна географія світу / упорядники :  О. Я. Скуратович, Н. І. Чанцева. — К. : ДНВП «Картографія», 2010. — ISBN 978-966-475-639-3.
- Атлас світу / голов. ред. І. С. Руденко ; зав. ред. В. В. Радченко ; відп. ред. О. В. Вакуленко. — К. : ДНВП «Картографія», 2005. — 336 с. — ISBN 9666315467.
- Безуглий В. В. Економічна і соціальна географія зарубіжних країн : Навчальний посібник. — К. : ВЦ «Академія», 2007. — 704 с. — ISBN 978-966-580-239-6.
- Безуглий В. В., Козинець С. В. Регіональна економічна і соціальна географія світу : Навчальний посібник. — видання 2-ге, доп., перероб. — К. : ВЦ «Академія», 2007. — 688 с. — ISBN 966-580-144-9.
- Гудзеляк І. І. Географія населення: Навчальний посібник / І. Гудзеляк. — Л. : Видавничий центр ЛНУ імені Івана Франка, 2008. — 232 с. — ISBN 978-966-613-599-8.
- Дахно І. І. Країни світу: Енциклопедичний довідник / І. І. Дахно, С. М. Тимофієв. — К. : Мапа, 2011. — 606 с. — (Бібліотека нового українця) — ISBN 978-966-8804-23-6.
- Дахно І. І. Економічна географія зарубіжних країн : навчальний посібник. — К. : Центр учбової літератури, 2014. — 319 с. — ISBN 978-611-01-0682-5.
- Джаман В. О. Регіональні системи розселення: демографічні аспекти. — Чернівці : Рута, 2003. — 392 с. — ISBN 9665685988.
- Дорошенко Л. С. Демографія: Навчальний посібник. — К. : МАУП, 2005. — 112 с. — ISBN 966-608-442-2.
- Дубович І. А. Країнознавчий словник-довідник. — 5-те вид., перероб. і доп. — К. : Знання, 2008. — 839 с. — ISBN 978-966-346-330-8.
- Економічна і соціальна географія країн світу. Навчальний посібник / За ред. Кузика С. П. — Л. : Світ, 2002. — 672 с. — ISBN 966-603-178-7.
- Загальна медична географія світу / В. О. Шевченко [та ін.] — К. : [б.в.], 1998. — 178 с.
- Крисаченко В. С. Динаміка населення: Популяційні, етнічні та глобальні виміри. — К. : Видавництво Національного інституту стратегічних досліджень, 2005. — 368 с. — ISBN 966-554-083-1.
- Любіцева О. О., Мезенцев К. В., Павлов С. В. Географія релігій. — К. : АртЕК, 1999. — 504 с. — ISBN 966-505-006-0.
- Масляк П. О. Країнознавство. — К. : Знання, 2007. — 292 с. — (Вища освіта XXI століття)
- Масляк П. О., Дахно І. І. Економічна і соціальна географія світу / П. О. Масляк, І. І. Дахно ; за ред. П. О. Масляка. — К. : Вежа, 2003. — 280 с. — ISBN 966-7091-53-8.

### Російською
- (рос.) Великобритания // Демографический энциклопедический словарь / главн. ред. Валентей Д. И. — М. : Советская энциклопедия, 1985. — 608 с.
- (рос.) Великобритания // Страны и народы. Зарубежная Европа. Западная Европа / Редкол. : В. П. Максаковский (отв. ред.) и др. — М. : «Мысль», 1979. — 381 с. — (Страны и народы) — 180 тис. прим.
- (рос.) Атлас народов мира / Отв. ред. С. И. Брук и В. С. Апенченко. — М. : ГУГК ГГК СССР и Институт этнографии им. Н. Н. Миклухо-Маклая АН СССР, 1964. — 185 с. — 20 тис. прим.
- (рос.) Численность и расселение народов мира. Этнографические очерки / под ред. С. И. Брука. — М. : Издательство АН СССР, 1962. — 487 с.
- (рос.) Лаппо Г. М. География городов: Учебное пособие для географических факультетов вузов. — М. : Туманит, изд. центр ВЛАДОС, 1997. — 476 с. — ISBN 5-691-00047-0.
- (рос.) Урланис Б. Ц. Рост населения в Европе (опыт исчисления). — М. : ОГИЗ-Госполитиздат, 1941. — 436 с.
- (рос.) Ягельский А. География населения. — М. : Прогресс, 1980. — 383 с.